# Snoekbaars
De snoekbaars (Sander lucioperca), voorheen en lokaal ook zander genoemd, is een in de Benelux voorkomende zoetwatervis uit de familie van de echte baarzen (Percidae). De wetenschappelijke naam van de soort werd als Perca lucioperca in 1758 gepubliceerd door Carl Linnaeus.

## Herkenning
De snoekbaars is langgerekt en op doorsnede rond van vorm en heeft een puntige kop. De kleur van de snoekbaars is afhankelijk van de bodem, lichtintensiteit in, en de helderheid van het water. De kleur kan zilvergrijs tot goudbruin zijn en hij heeft vage donkere dwarsstrepen, die bij oudere exemplaren vervagen. Hij heeft twee rugvinnen, waarvan de voorste harde stekelige stralen heeft. Ook de rand van het kieuwdeksel draagt een scherpe punt. De ogen zijn groot en glazig. De snoekbaars kan 120 centimeter lang en 10 tot 12 jaar oud worden. De mannetjes kunnen worden onderscheiden aan hun donkere buik.
Jonge baars kan nog verward worden met snoekbaars, omdat beide soorten in dat stadium nog slank en bleek van kleur zijn. Aan de puntige kop is de jonge snoekbaars toch wel goed te onderscheiden. In Oost-Europa, Azië en Noord-Amerika komen verwante soorten voor. De snoekbaars die men kent in de Benelux is afkomstig uit wateren rond de Zwarte Zee (Donau).

## Algemeen

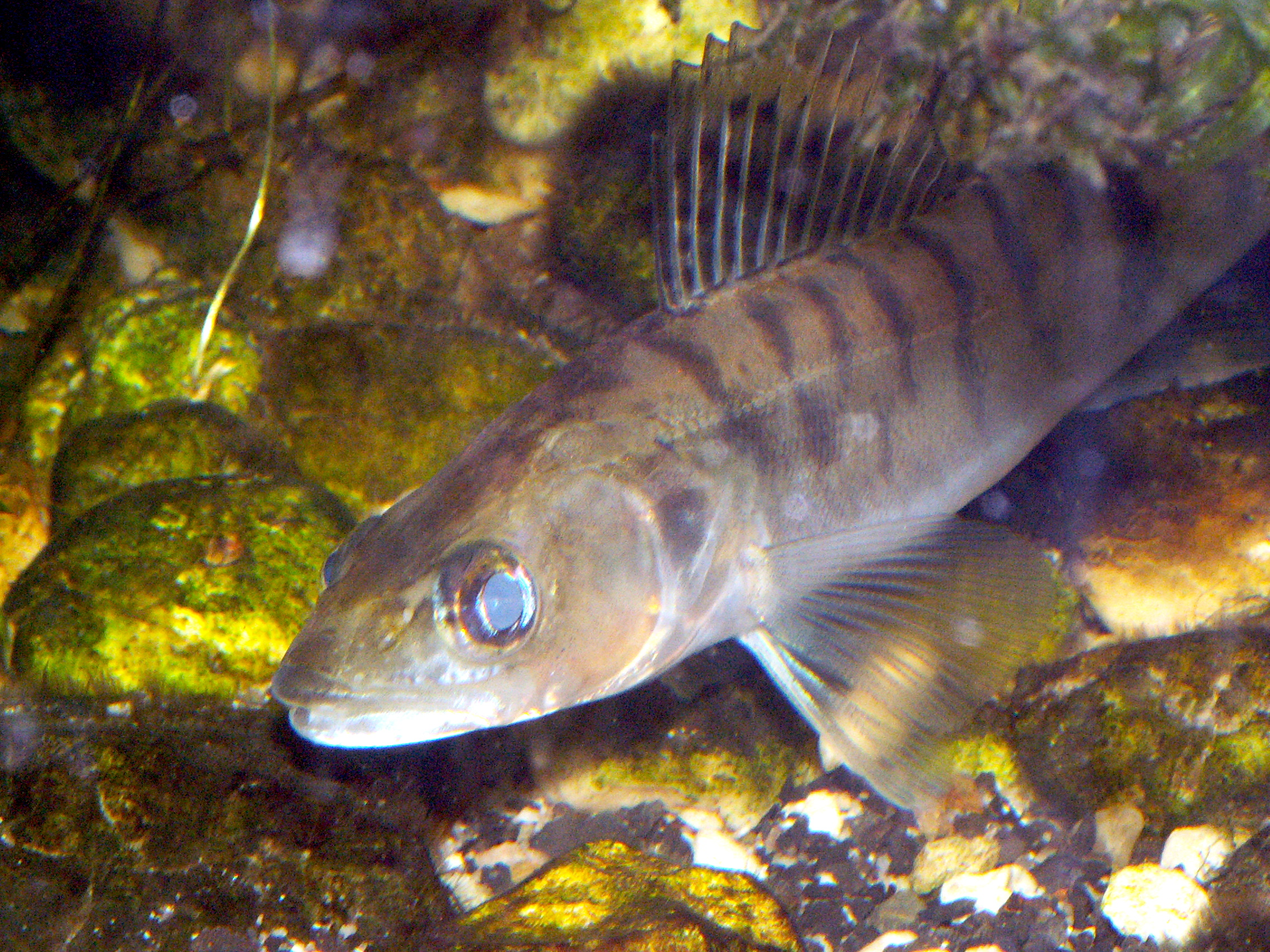
Snoekbaars. Het flitslicht maakt de troebele bolvormige lens en een blauwe reflectie zichtbaar

Hoewel de snoekbaars 120 centimeter kan worden, is een snoekbaars van 80 centimeter al aanzienlijk groot. De snoekbaars is een vis van het open water en leeft voornamelijk in diep water. De snoekbaars paait van april tot mei bij temperaturen van 12 tot 15 °C. De mannetjes maken in ondiep water een kuil die wortels van waterplanten blootlegt. De daar gelegde eieren worden door het mannetje bewaakt en door vinbewegingen van vers zuurstofrijk water voorzien.
Snoekbaars heeft een hekel aan te veel licht en zal overdag diepe of schaduwrijke plekken opzoeken. De jonge larven gaan zelfs dood bij te hoge lichtintensiteit. De jonge snoekbaars eet kleine beestjes zoals watervlooien. Naarmate hij groter wordt gaat deze solitaire vis over op grotere prooien, met name langwerpige vissen. De snoekbaars heeft wel een voorkeur voor wat kleinere prooien in vergelijking met de snoek, die prooien tot een derde van zijn eigen lichaamsgewicht kan verslinden.
De snoekbaars jaagt voornamelijk 's avonds en 's morgens tussen 5 uur en 12 uur, omdat hij dan met zijn grote glazige ogen met reflecterend netvlies (de snoekbaars wordt om die reden ook wel 'glasoog' genoemd) een voordeel heeft ten opzichte van de prooivis. De snoekbaars maakt ook gebruik van het zijlijnorgaan dat gevoelig is voor geringe drukverschillen en waterstromen en de vis in staat stelt de prooi te vinden door het waarnemen van de vortices die de bewegende prooi veroorzaakt. Het zijlijnorgaan maakt het ook mogelijk om grotere stilstaande objecten waar te nemen door de verstoring die deze opwekken in het stromingspatroon. De snoekbaars maakt ook gebruik van geur om een prooi te vinden en wordt door vissers vaak met een reepje vis als aas gevangen.
In de winter trekt de snoekbaars als dat mogelijk is naar zeer diep water. Veel snoekbaarzen leven dan op dieptes tussen de tien en twintig meter.

## Ecologie
De snoekbaars komt van oorsprong uit Oost- en Midden-Europa. Sinds het einde van de 19e eeuw is de vis uitgezet voor de visvangst. Doordat er in de jaren 1960 en 1970 veel fosfaatrijk water werd geloosd werd de snoekstand door eutrofiëring nadelig beïnvloed. Tegelijkertijd profiteerde de snoekbaars van het grote aanbod aan prooien door de toenemende biomassa en het verdwijnen van de snoek die ook snoekbaars op zijn menu heeft.
De competitie tussen beide soorten is beperkt omdat snoek en snoekbaars heel verschillende prooivoorkeuren en jachttechnieken hebben. In helder diep water komen beide soorten vaak in flinke dichtheden voor. Nadat door zuiveringsactiviteiten het fosfaatgehalte in water en bodemslib was afgenomen herstelde de snoekstand zich op veel plaatsen goed.
In Nederland is in de randmeren en het IJsselmeer de snoekbaarsstand flink afgenomen. Oorzaken daarvoor zijn het minder voedselrijk worden van het water en de stroperij met kieuwnetten. Ook intensieve beroepsvisserij kan van invloed zijn. Op de grote rivieren is de snoekbaarsstand goed.
Snoekbaars vertegenwoordigt een grote economische waarde, vanwege het hooggewaardeerde visvlees en door het grote aantal sportvissers dat met geavanceerde materialen en boten op deze vissoort vist. Herstel van de snoekbaarsstand is daarom gewenst vanuit economisch oogpunt. Ecologisch gezien is de snoekbaars een exoot in de Benelux. Hij is echter al geruime tijd ingeburgerd en heeft een eigen plaats in het ecosysteem zonder aantoonbare schade aan te richten.

## Vangsten
De vangst is gesloten van 15 april tot de laatste zondag van mei in België. In Nederland is er een gesloten tijd voor snoekbaars van 1 april tot de laatste zaterdag van mei; gevangen snoekbaars dient dan direct teruggezet te worden. In diezelfde periode is in Nederland tevens het gebruik van kunstaas en dode aasvissen verboden.
Buiten het gesloten seizoen geldt een minimummaat om gevangen snoekbaars mee te mogen nemen; in België 45 centimeter en in Nederland 42 centimeter. Tevens geldt op veel water nog een extra 'bag limit'; een maximum aantal snoekbaarzen in bezit. Er zijn ook nieuwe regels van kracht over de maximale lengte van een mee te nemen snoekbaars. Snoekbaarzen boven de 70 cm moeten direct na de vangst terug worden gezet.
De snoekbaars is een consumptievis en wordt zowel door beroeps- als sportvissers gericht bevist. Overbevissing en de toenemende helderheid van het water hebben een negatief effect op de snoekbaarsstand.